# Мухриз (султан Негери-Сембилана)
Мухриз ибни Алмахрум Туанку Мунавир (род. 14 января 1948) — 11-й бесар (Янг ди-Пертуан Бесар) султаната Негри-Сембилана (с 29 декабря 2008 года).

## Ранняя жизнь
Мухриз был единственным сыном из шести детей покойного туанку Мунавира(1922—1967), бесара Негри-Сембилана (1960—1967), и его супруги, тунку Ампуан Дурах бинти Алмахрум тунку Бесар Бурхануддин.
Родился в 1948 году в городе Куала-Пилах, султанат Негри-Сембилан. Получил начальное образование в школах Туанку Мухаммад и Тунку Бесар в Тампине, в школе короля Георга V в Серембане (Негри-Сембилан), а затем в школе Алдехем (Великобритания).
Мухриз получил степень в области права (LLB) в университете Аберистуит в Уэльсе. Активно занимался бизнесом, член совета директоров Bangkok Bank с 2006 года.

## Тунку Бесар
Мухриз стал наследным принцем в 1960 году. Согласно конституции султана Негри-Сембилана, в линии наследования стояли вначале сыновья предыдущего правителя, затем его внуки, потом братья и племянники покойного монарха. Туанку Мухриз был первым в линии наследования до смерти своего отца Туанку Мунавира, а затем шли его дяди, Тунку Джафар (1922—2008) и Тунку Абдулла (1925—2008). Когда бесар Мунавир скончался в 1967 году, его сын и наследник Мухриз не был избран его преемником. Совет султаната избрал новым монархом его дядю Туанку Джафара ибн Алмахрума Туанку Абдул Рахмана (1922—2008). Было высказано предположение, что тогдашний премьер-министр Малайзии, Абдул Рахман, повлиял на решение совета, посоветовав не избирать Туанку Мухриза по причине его молодости (тогда ему было только девятнадцать лет).

## Янг ди-Пертуан Бесар
27 декабря 2008 года 86-летний Туанку Джафар скончался. 29 декабря того же года совет султаната Негери-Сембилана избрал новым правителем (бесаром) его племянника Туанку Мухриза ибни Алмахрума Туанку Мунавира. Многие видные малайцы поддерживали его кандидатуру ввиду его скромности и достойной личности, а также успешной корпоративной карьеры.
Туанку Мухриз установил и поддерживал тесные связи с советом (Ундангс) Негри-Сембилана, знатью и простым народом султаната. Он также имеет крупных покровителей среди истеблишмента государства, среди его приверженцев бывший ментери бесар Тан Шри Иса Самед.

## Личная жизнь
25 апреля 1974 года Туанку Мухриз женился на принцессе Туанку Аише Рохани Тенгку Бесар Махмуде (род. 19 июня 1952), внучке султана Тренггану Зайнала Абидина II. Супруги имели троих сыновей:
- Али-Редхаддин Мухриз (род. 26 апреля 1977), наследный принц, подполковник
- Зайн Али Абидин Мухриз (род. 6 июля 1982), майор
- Алиф Хусейн Сайфуддин аль-Амин (3 сентября 1984 — 15 января 2016)